# Otto Krätz
Otto Paul Krätz (* 24. März 1937 in München; † 24. Februar 2023) war ein deutscher Chemiker und Chemiehistoriker.

## Leben
Krätz wurde als einziger Sohn eines Kaufmannes in München geboren, wuchs aber in Braunschweig auf. Nach einer Verwundung des Vaters im Jahr 1942 ging die Familie wieder zurück nach Bayern, nach Starnberg. Krätz studierte Chemie an der Universität München, an der er 1968 in Chemie promoviert wurde („Oxidative Decarboxylierungen mit Pyridin-N-Oxid“). Ab 1969 war er zunächst als Liebig-Stipendiat und dann fest angestellt am Forschungsinstitut für Geschichte der Naturwissenschaft und Technik des Deutschen Museums in München, an dem er Hauptabteilungsleiter wurde (Leiter der Abteilung Bildung). Nachdem er schon Lehraufträge in München, Augsburg und Stuttgart hatte, war er ab 1991 Honorarprofessor für Geschichte der Chemie an der Universität Stuttgart. Er wohnte in Starnberg.
1986 erhielt er den Autorenpreis der Gesellschaft Deutscher Chemiker und 2001 den Liebig-Wöhler-Freundschaftspreis. Von ihm stammen zahlreiche Aufsätze zur Chemiegeschichte z. B. in der Zeitschrift Chemie in unserer Zeit und den Veröffentlichungen des Forschungsinstituts des Deutschen Museums. Er ist auch für Experimentalvorträge bekannt, die er an vielen deutschen Hochschulen hielt (z. B. Die Chemie auf den Jahrmärkten des Mittelalters).
Er befasste sich insbesondere mit Chemiegeschichte des 19. und frühen 20. Jahrhunderts, zum Beispiel Justus von Liebig. Von ihm stammen Bildbände über Johann Wolfgang von Goethe und die Naturwissenschaften, Casanova und Alexander von Humboldt.
Zu seinen Doktoranden gehörte Heinrich Kahlert.

## Schriften (Auswahl)
- mit Friedrich R. Kreißl: Feuer und Flamme, Schall und Rauch: Schauexperimente und Chemiehistorisches, Wiley-VCH, Weinheim 2008
- Casanova, Liebhaber der Wissenschaften, Callwey 1995
- Alexander von Humboldt. Wissenschaftler, Weltbürger, Revolutionär, Callwey, München 1997, 2. Auflage  2000
- Goethe und die Naturwissenschaften, Callwey, München 1998
- Das Rätselkabinett des Dr. Krätz, Wiley-VCH 1996
- Faszination Chemie – 7000 Jahre Lehre von den Stoffen und Prozessen, Callwey, München 1990
- Historische chemische Versuche: eingebettet in den Hintergrund von drei Jahrhunderten, Aulis Verlag 1987, 4. Auflage 1997
- Die Chemie im Spiegel der Literatur des 20. Jahrhunderts, in: Chemie in unserer Zeit Band 25, 1991, Heft 1, S. 44–50
- Gartengeflüster: Pikantes und Unterhaltsames aus der Geschichte der Gärten, Callwey, München 2009
- mit Claus Priesner (Hrsg.): Liebigs Experimentalvorlesung: Vorlesungsbuch und Kekulés Mitschrift, VCH, Weinheim 1983